# Crocidura mdumai
Crocidura mdumai är ett däggdjur i familjen näbbmöss som förekommer endemisk i norra Tanzania. Artens närmaste släkting är uppskattningsvis Crocidura munissi.

## Utseende
Med en kroppslängd (huvud och bål) av 76 till 91 mm, en svanslängd av 52 till 65 mm och en vikt av 7 till 9,5 g är arten medelstor i släktet Crocidura. Bakfötterna är 11 till 14 mm långa och öronen är 9 till 11 mm stora. Pälsen på ovansidan har en mörkbrun färg och undersidans päls är lite ljusare eller mörkgrå. Fötterna är ännu ljusare än undersidan och svansen har en lite ljusare undersida. Svansen är täckt av korta fina hår och några längre hår som är borstiga. Hörntanden överkäken och båda tänder som ligger intill har en spets. En av dessa är den yttra framtanden som är smal.

## Utbredning och ekologi
Arten är endast känd från kalderan av sköldvukanen Ngorongoro. Näbbmusen lever vid kraterns kanter ungefär vid 2000 meter över havet. Regionen är täckt av molnskogar och av lite mer torra skogar.
I samma region hittas Crocidura allex, Crocidura hildegardeae och Suncus megalura. Anndrag uppgifter gällande näbbmusens levnadssätt saknas.

## Hot
Regionala populationer hotas av skogens omvandling till jordbruksmark. Alla revir tillsammans är uppskattningsvis 1 600km² stort. IUCN listar arten som starkt hotad (EN).